# Sjöån
Sjöån är källflöde till Alån i Norrbotten. Den är ca 10 km lång. Sjöån rinner upp i Anderstjärnen väster om Sjöåberget i Bodens kommun och mynnar i Långsjön (99 m ö.h.). Efter utloppet ur Långsjön kallas vattendraget Långsjöån eller Alån.